# Distancia de luminosidad
Distancia de luminosidad DL se define en términos de la relación entre la magnitud absoluta M y la magnitud aparente m de un objeto astronómico.
{\displaystyle M=m-5\log _{10}{\frac {D_{L}}{10\,{\text{pc}}}}\!\,}
que da:
{\displaystyle D_{L}=10^{{\frac {(m-M)}{5}}+1}}
donde DL se mide en parsecs. Para objetos cercanos (por ejemplo, en la Vía Láctea) la distancia de luminosidad da una buena aproximación a la noción natural de distancia en el espacio euclídeo.
La relación es menos clara para objetos distantes como cuasars más allá de la Vía Láctea, ya que la magnitud aparente se ve afectada por la curvatura del espaciotiempo. curvatura, corrimiento al rojo y dilatación temporal. Para calcular la relación entre la luminosidad aparente y la real de un objeto es necesario tener en cuenta todos estos factores. La luminosidad real del objeto se determina utilizando la ley del cuadrado inverso y las proporciones de la distancia aparente y la distancia de luminosidad del objeto.
Otra forma de expresar la distancia de luminosidad es a través de la relación flujo-luminosidad,
{\displaystyle F={\frac {L}{4\pi D_{L}^{2}}}}
donde F es  flujo (W-m-2), y L es luminosidad (W). A partir de aquí, la distancia de luminosidad (en metros) puede expresarse como:
{\displaystyle D_{L}={\sqrt {\frac {L}{4\pi F}}}}
La distancia de luminosidad está relacionada con la "distancia comoving transversal" {\displaystyle D_{M}} por
{\displaystyle D_{L}=(1+z)D_{M}}
y con la distancia angular de diámetro {\displaystyle D_{A}} por el teorema de reciprocidad de Etherington:
{\displaystyle D_{L}=(1+z)^{2}D_{A}}
donde z es el corrimiento al rojo. {\displaystyle D_{M}} es un factor que permite calcular la distancia comóvil entre dos objetos con el mismo corrimiento al rojo pero en diferentes posiciones del cielo; si los dos objetos están separados por un ángulo {\displaystyle \delta \theta }, la distancia comóvil entre ellos sería {\displaystyle D_{M}\delta \theta }. En un universo espacialmente plano, la distancia comóvil transversal {\displaystyle D_{M}} es exactamente igual a la distancia comoving radial {\displaystyle D_{C}}, es decir, la distancia comóvil entre nosotros y el objeto..